# Lego Friends
Lego Friends (stiliseret som LEGO Friends) er en produktlinje fra af den danske legetøjskoncern LEGO. Serien er designet med piger som målgruppe. Den blev introduceret i 2012 med "mini-dukke"figurer, der har nogenlunde samme størrelse som den traditionelle minifigurer, men har langt flere detaljer og er mere realistisk. Sættene er farverige, og de viser scener i forstadslivet i den fiktive by Heartlake City. Karakterne i det oprindelige LEGO Friends bestod af en gruppe piger Mia, Emma, Stephanie, Andrea og Olivia. 
Ved lanceringen blev Lego Friends en stor succes, og den solgte dobbelt så godt som ventet. Omsætningen fra denne serie var med til at få virksomhedens samlede salg for 2012 til at runde 10 mia. kr. for første gang. Serien har fortsat haft godt salg.
Lego Friends erstattede virksomhedens tidligere pige-orienterede tema Lego Belville, der havde været i produktion siden 1994, og som havde dukker, der var langt større end både mini-dukkerne og de traditionelle minifigurer. Andre relaterede produktlinjer har inkluderet Homemaker (1971–1982), Paradisa (1991–1997) og Scala (1997–2001).